# Sad Sappy Sucker
Sad Sappy Sucker è un album di raccolta del gruppo musicale statunitense Modest Mouse, pubblicato nel 2001.

## Tracce
1. Worms vs. Birds – 2:13
2. Four Fingered Fisherman – 2:27
3. Wagon Ride Return – 0:48
4. Classy Plastic Lumber – 2:03
5. From Point A to Point B (∞) – 2:56
6. Path of Least Resistance – 0:28
7. It Always Rains on a Picnic – 3:01
8. Dukes Up – 2:24
9. Think Long – 1:09
10. Every Penny Fed Car – 3:07
11. Mice Eat Cheese – 2:26
12. Race Car Grin You Ain't No Landmark – 1:13
13. Red Hand Case – 2:37
14. Secret Agent X-9 – 1:12
15. Blue Cadet-3, Do You Connect? – 1:09
16. Call to Dial a Song – 0:31
17. 5-4-3-2-1 Lisp Off – 0:30
18. Woodgrain – 0:30
19. BMX Crash – 0:28
20. Sucker Bet – 1:19
21. Black Blood & Old Newagers – 0:29
22. SWY – 0:29
23. Australopithecus – 0:29
24. Sin Gun Chaser – 0:27